# Модуляція добротності
Модуля́ція добро́тності — один з методів отримання потужних лазерних імпульсів.
При модуляції добротності в лазерний резонатор вноситься елемент з додатковими втратами, що призводить до зменшення добротності резонатора нижче порогу генерації. Водночас нагніт працює й інверсна заселеність рівнів в активному середовищі присутня. Коли елемент з додатковими втратами прибирають, це призводить до зростання зворотного зв'язку, зокрема до збільшення добротності резонатора вище порогу генерації. Внаслідок цього випромінюється потужний імпульс, або так званий гігантський імпульс. Тривалість імпульсу як правило порядку декількох наносекунд.